# Infecció pel virus d'Epstein-Barr
Hi ha diverses formes d'infecció pel virus d'Epstein-Barr (VEB). Aquestes inclouen les infeccions asimptomàtiques, la infecció primària, la mononucleosi infecciosa i la progressió d'infeccions asimptomàtiques o primàries a: 
- 1) Qualsevol de les diverses malalties limfoproliferatives associades al virus d'Epstein–Barr com ara la infecció pel VEB crònica activa, la limfohistiocitosi hemofagocítica per VEB+, el limfoma de Burkitt i el limfoma difús de cèl·lules B grans per al virus d'Epstein-Barr, no especificat d'una altra manera);[1]
- 2) Càncers no limfoides com ara el càncer gàstric associat al VEB,[2] sarcomes de teixits tous, el liomiosarcoma, i el càncer de nasofaringe;[3] i
- 3) Malalties no limfoproliferatives associades al VEB, com alguns casos de trastorns immunitaris de l'esclerosi múltiple i el lupus eritematós sistèmic[4] i els trastorns infantils de la síndrome d'Alícia al país de les meravelles[5] i l'atàxia cerebel·losa aguda.[6]